# Chris Wood (Rockmusiker)

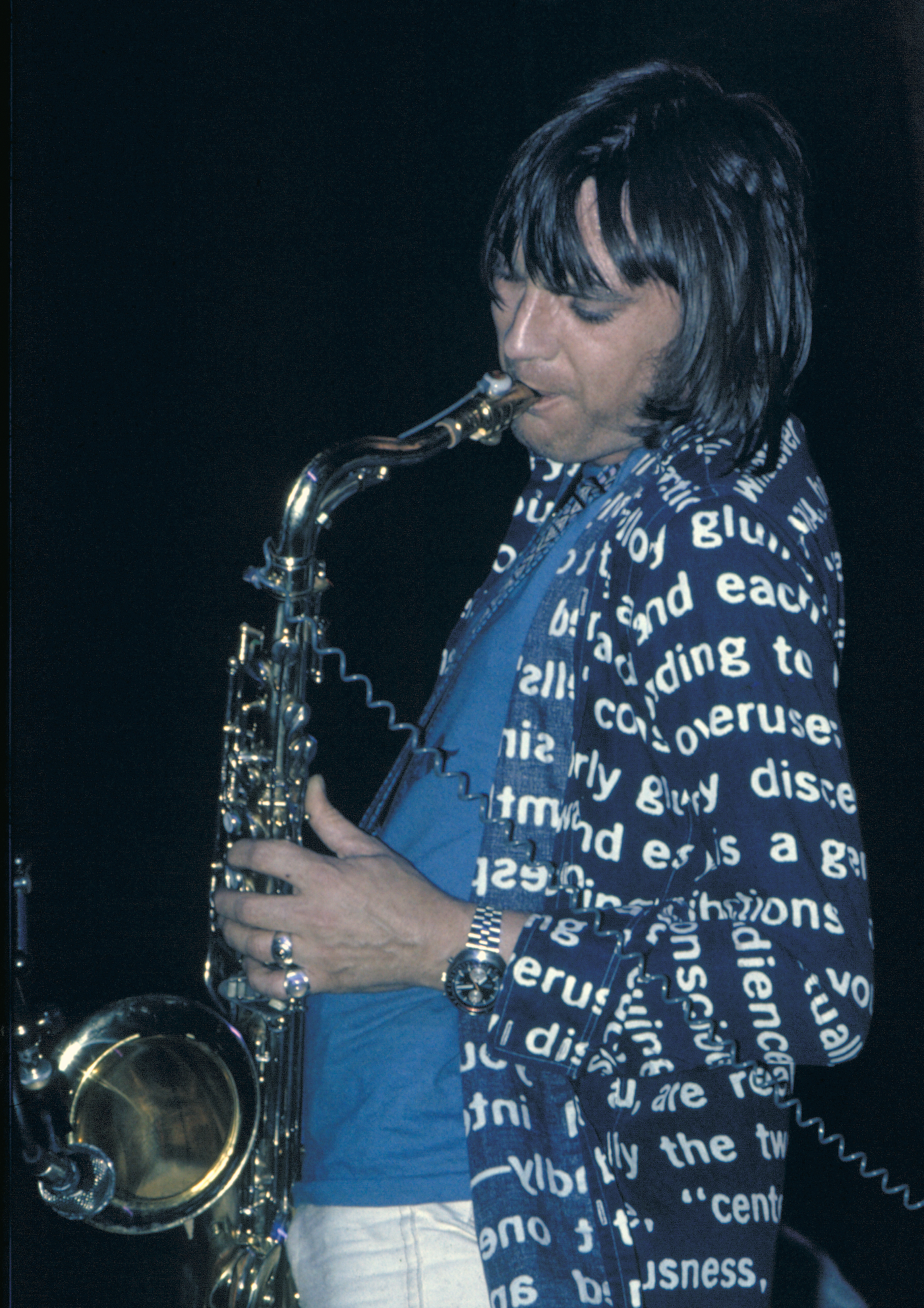
Chris Wood (1974)

Christopher Gordon Blandford Wood (* 24. Juni 1944 in Birmingham, England; † 12. Juli 1983 in Birmingham) war ein britischer Rockmusiker, der vor allem als Mitglied der Band Traffic bekannt wurde. Wood spielte Querflöte und Saxophon, gelegentlich auch Keyboard, und beteiligte sich am Gesang. Er war Mitautor vieler Songs von Traffic.
1968 begleitete Wood Jimi Hendrix bei den Aufnahmen zum Album Electric Ladyland. Als Steve Winwood 1969 Traffic zeitweilig verließ, um bei der Supergruppe Blind Faith mitzumachen, bildete Wood zusammen mit Jim Capaldi, Dave Mason und Mick Weaver die Band Wooden Frog. Im gleichen Jahr ging er in den USA mit Dr. John auf Tour, wo er Jeanette Jacobs kennenlernte, ein ehemaliges Mitglied der Girlgroup The Cake, die er 1972 heiratete.
Als Traffic sich Anfang der 1970er-Jahre wieder vereinigte, war auch Wood dabei. Nach der erneuten Auflösung der Band 1975 spielte Wood bei mehreren Projekten anderer Gruppen und Interpreten, darunter John Martyn und die Small Faces. In dieser Zeit kämpfte er mit ernsthaften Drogen- und Alkoholproblemen.
Chris Wood starb 1983 während der Aufnahmen zu seinem Soloalbum Vulcan an den Folgen einer Lungenentzündung.